# Rosemerta
În mitologia celtică, Rosemerta este zeița focului, a prosperității și a norocului. Este reprezentată deseori ținând un corn al abundenței plin de flori, fructe și cereale sau un caduceu. În Galia, este considerată a fi soția lui Lug, în alte regiuni a lui Esus, zeu identificat cu Hermes din mitologia greacă. Ca soție a lui Lug, ea veghează și asupra fecundității, fiind versiunea feminină a forței fecunde a iubitului ei atât de puternic.

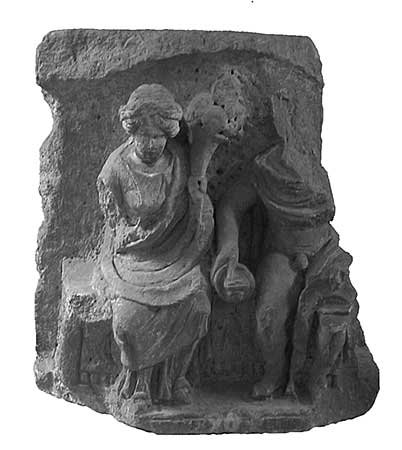
Statuie a zeiței Rosemerta cu zeul Mercur